# Cradle of Fear
Cradle of Fear är en amerikansk skräckfilm från 2001 i regi av Alex Chandon.
Dani Filth, sångare i Cradle of Filth, spelar den sinnessjuke mördaren The Man. Alla medlemmar i bandet har en minst en biroll i filmen.
Filmen släpptes först enbart på VHS genom beställning från bandets hemsida, eftersom varken regissören eller medlemmarna i bandet ville att filmen skulle censureras på något sätt, vilket skulle ha varit oundvikligt med en ordinär release. Dock släpptes den senare helt oklippt på dvd.
Effekterna i filmen består till största delen bara av mer traditionell sort (latexmasker, smink, och dylikt). Vissa av bandets medlemmar insisterade dock på att en del scener inte skulle fejkas utan göras på riktigt, till exempel "spy-scenen" där en av medlemmarna spelade en man på gatan som skulle spy.
Filmen i sig är en blandning av korta historier om människors olika livsöden, som vävs samman i den ständiga närvaron av "The Man" och hans historia.